# أليكس كيبتشيرتشير
أليكس كيبتشيرتشير (بالإنجليزية: Alex Kipchirchir) مواليد 26 نوفمبر 1984، هو عداء كيني متخصص في المسافات المتوسطة. فاز بسباق 800 متر في بطولة العالم للناشئين لألعاب القوى 2002.

## روابط خارجية
- أليكس كيبتشيرتشير على موقع الاتحاد الدولي لألعاب القوى (الإنجليزية)
- أليكس كيبتشيرتشير على موقع الدوري الماسي (الإنجليزية)
- أليكس كيبتشيرتشير على موقع اتحاد ألعاب الكومنولث (مؤرشف) (الإنجليزية)
- أليكس كيبتشيرتشير على موقع دورة ألعاب الكومنولث 2006 (مؤرشف) (الإنجليزية)